# Hockey World League 2014-15 (vrouwen), finale
De finale van de Hockey World League 2014-15 (vrouwen) werd gehouden van 5 tot en met 13 december 2013. Het was de tweede editie van het toernooi en had plaats in het Argentijnse Rosario. Het gastland won het toernooi.

## Kwalificatie
Gastland Argentinië was direct gekwalificeerd. De overige zeven landen plaatsten zich via de halve finale.
| Data            | Evenement                         | Locatie            | Quota    | Gekwalificeerd                               |
| --------------- | --------------------------------- | ------------------ | -------- | -------------------------------------------- |
|                 | Gastland                          | Gastland           | 1        | Argentinië                                   |
| 10-21 juni 2015 | Hockey World League, halve finale | Spanje, Valencia   | 3 of 4 1 | Groot-Brittannië China Duitsland             |
| 17-28 juni 2015 | Hockey World League, halve finale | België, Brasschaat | 3 of 4 1 | Nederland Zuid-Korea Australië Nieuw-Zeeland |
| Totaal          | Totaal                            | Totaal             | 8        |                                              |

1 Omdat Argentinië in Valencia bij de eerste vier eindigde, gingen alle landen uit de top vier van elke halve finale naar de finale.

## Uitslagen

### Eerste ronde
Alle tijden zijn in lokale tijd (UTC−3)

#### Groep A
| Team          | GS | W | G | V | DV | DT | DS  | Ptn |
| ------------- | -- | - | - | - | -- | -- | --- | --- |
| Nederland     | 3  | 3 | 0 | 0 | 14 | 4  | +10 | 9   |
| Nieuw-Zeeland | 3  | 2 | 0 | 1 | 7  | 6  | +1  | 6   |
| Zuid-Korea    | 3  | 0 | 1 | 2 | 4  | 9  | −5  | 1   |
| Duitsland     | 3  | 0 | 1 | 2 | 3  | 9  | −6  | 1   |

| 5 december 2015 14:15           |       |            |                                               |
| Nieuw-Zeeland                   | 3 - 1 | Zuid-Korea | Scheidsrechters: Frances Block Maggie Giddens |
| Hayward 4' Pearce 37' Flynn 48' |       | 58' Seo    | Scheidsrechters: Frances Block Maggie Giddens |

| 5 december 2015 16:30                                       |       |           |                                                |
| Nederland                                                   | 5 - 1 | Duitsland | Scheidsrechters: Michelle Joubert Aleesha Unka |
| Krekelaar 16' Welten 27' Van Male 38' Hoog 41' De Goede 56' |       | 17' Haase | Scheidsrechters: Michelle Joubert Aleesha Unka |

| 6 december 2015 14:15 |       |            |                                                 |
| Duitsland             | 1 - 1 | Zuid-Korea | Scheidsrechters: Ayanna McClean Irene Presenqui |
| Hauke 37'             |       | 45' Han    | Scheidsrechters: Ayanna McClean Irene Presenqui |

| 6 december 2015 16:30 |       |                                                  |                                      |
| Nieuw-Zeeland         | 1 - 4 | Nederland                                        | Scheidsrechters: Miao Lin Emi Yamada |
| Webster 17'           |       | 3' Van Maasakker 29' Jonker 35' Hoog 41' Leurink | Scheidsrechters: Miao Lin Emi Yamada |

De volgende wedstrijden stonden gepland op 8 december maar werden uitgesteld vanwege zware neerslag.
| 9 december 2015 10:30                                       |       |                       |                                                   |
| Nederland                                                   | 5 - 2 | Zuid-Korea            | Scheidsrechters: Michelle Meister Irene Presenqui |
| Welten 7' Van Maasakker 17' Hoog 27' Jonker 41' Keetels 49' |       | 14' Cheon 30' Park S. | Scheidsrechters: Michelle Meister Irene Presenqui |

| 9 december 2015 12:45 |       |                                       |                                          |
| Duitsland             | 1 - 3 | Nieuw-Zeeland                         | Scheidsrechters: Miao Lin Maggie Giddens |
| Hauke 45'             |       | 19' Harrison 32' Hayward 42' Thompson | Scheidsrechters: Miao Lin Maggie Giddens |

#### Groep B
| Team             | GS | W | G | V | DV | DT | DS | Ptn |
| ---------------- | -- | - | - | - | -- | -- | -- | --- |
| Australië        | 3  | 2 | 0 | 1 | 3  | 2  | +1 | 6   |
| China            | 3  | 1 | 1 | 1 | 4  | 3  | +1 | 4   |
| Groot-Brittannië | 3  | 1 | 1 | 1 | 3  | 3  | 0  | 4   |
| Argentinië       | 3  | 1 | 0 | 2 | 4  | 6  | −2 | 3   |

| 5 december 2015 18:45 |       |       |                                                  |
| Australië             | 1 - 0 | China | Scheidsrechters: Emi Yamada Soledad Iparraguirre |
| Morgan 43'            |       |       | Scheidsrechters: Emi Yamada Soledad Iparraguirre |

| 5 december 2015 21:00     |       |                  |                                            |
| Argentinië                | 2 - 1 | Groot-Brittannië | Scheidsrechters: Miao Lin Michelle Meister |
| Granatto 15' A. Habif 41' |       | 5' Owsley        | Scheidsrechters: Miao Lin Michelle Meister |

| 6 december 2015 18:45 |       |                         |                                              |
| China                 | 1 - 1 | Groot-Brittannië        | Scheidsrechters: Aleesha Unka Maggie Giddens |
| Wang 35'              |       | 34' H. Richardson-Walsh | Scheidsrechters: Aleesha Unka Maggie Giddens |

| 6 december 2015 21:00 |       |                      |                                                 |
| Argentinië            | 1 - 2 | Australië            | Scheidsrechters: Michelle Joubert Frances Block |
| Merino 4'             |       | 53' Kenny 60' Morgan | Scheidsrechters: Michelle Joubert Frances Block |

| 8 december 2015 14:15 |       |                         |                                                    |
| Australië             | 0 - 1 | Groot-Brittannië        | Scheidsrechters: Soledad Iparraguirre Aleesha Unka |
|                       |       | 26' H. Richardson-Walsh | Scheidsrechters: Soledad Iparraguirre Aleesha Unka |

| 8 december 2015 16:30    |       |                 |                                            |
| China                    | 3 - 1 | Argentinië      | Scheidsrechters: Ayanna McClean Emi Yamada |
| Wang 22' Zhao 39' Yu 42' |       | 32' Barrionuevo | Scheidsrechters: Ayanna McClean Emi Yamada |

### Tweede ronde

#### Kwartfinale
| 10 december 2015 13:30         |       |            |                                               |
| China                          | 3 - 1 | Zuid-Korea | Scheidsrechters: Frances Block Ayanna McClean |
| Wang 9' Zhang X. 45' Wu Q. 60' |       | 5' Cheon   | Scheidsrechters: Frances Block Ayanna McClean |

| 10 december 2015 16:00 |       |                         |                                                        |
| Nieuw-Zeeland          | 2 - 1 | Groot-Brittannië        | Scheidsrechters: Soledad Iparraguirre Michelle Meister |
| Punt 22' Merry 59'     |       | 54' H. Richardson-Walsh | Scheidsrechters: Soledad Iparraguirre Michelle Meister |

| 10 december 2015 18:30     |                  |                    |                                             |
| Australië                  | 2 - 2 (1 - 2 ns) | Duitsland          | Scheidsrechters: Irene Presenqui Emi Yamada |
| Nanscawen 22' Slattery 25' |                  | 44', 60' Altenburg | Scheidsrechters: Irene Presenqui Emi Yamada |
| Shoot-out                  |                  |                    | Scheidsrechters: Irene Presenqui Emi Yamada |
|                            | 1 – 2            |                    | Scheidsrechters: Irene Presenqui Emi Yamada |

| 10 december 2015 21:00 |       |            |                                            |
| Nederland              | 0 - 1 | Argentinië | Scheidsrechters: Michelle Joubert Miao Lin |
|                        |       | 4' Merino  | Scheidsrechters: Michelle Joubert Miao Lin |

#### Kruisingswedstrijden
Om plaatsen 5-8
De verliezers van de kwartfinales werden gerangschikt op basis van het resultaat in de eerste ronde om de indeling van de wedstrijden om de 5e/6e plaats en 7e/8e plaats te bepalen.
Halve finales
| 12 december 2015 16:30 |       |                        |                                                       |
| Duitsland              | 1 - 2 | Nieuw-Zeeland          | Scheidsrechters: Soledad Iparraguirre Irene Presenqui |
| Hoffmann 36'           |       | 9' Pearce 25' Thompson | Scheidsrechters: Soledad Iparraguirre Irene Presenqui |

| 12 december 2015 19:00 |       |       |                                                    |
| Argentinië             | 1 - 0 | China | Scheidsrechters: Michelle Joubert Michelle Meister |
| Campoy 7'              |       |       | Scheidsrechters: Michelle Joubert Michelle Meister |

#### Plaatsingswedstrijden
Om de 7e/8e plaats
| 12 december 2015 11:30                                      |       |            |                                                |
| Groot-Brittannië                                            | 5 - 1 | Zuid-Korea | Scheidsrechters: Maggie Giddens Ayanna McClean |
| White 9', 48' Watton 36' Mcleod 33' H. Richardson-Walsh 58' |       | 58' Han    | Scheidsrechters: Maggie Giddens Ayanna McClean |

Om de 5e/6e plaats
| 12 december 2015 14:00 |       |           |                                             |
| Nederland              | 1 - 0 | Australië | Scheidsrechters: Frances Block Aleesha Unka |
| Welten 42'             |       |           | Scheidsrechters: Frances Block Aleesha Unka |

Om de 3e/4e plaats
| 13 december 2015 16:30 |       |                                                                                |                                                       |
| China                  | 2 - 6 | Duitsland                                                                      | Scheidsrechters: Irene Presenqui Soledad Iparraguirre |
| Wang 27', 38'          |       | 8' Oldhafer 9' Hoffmann 13' Müller 15' Müller-Wieland 38' Mävers 42' Altenburg | Scheidsrechters: Irene Presenqui Soledad Iparraguirre |

Finale
| 13 december 2015 19:00                                       |       |               |                                            |
| Argentinië                                                   | 5 - 1 | Nieuw-Zeeland | Scheidsrechters: Michelle Joubert Miao Lin |
| Granatto 16' Campoy 29' Dupuy 41' Barrionuevo 44' Merino 50' |       | 34' Punt      | Scheidsrechters: Michelle Joubert Miao Lin |

## Eindstand
1. Argentinië
2. Nieuw-Zeeland
3. Duitsland
4. China
5. Nederland
6. Australië
7. Groot-Brittannië
8. Zuid-Korea